# 陳家亮
陳家亮，SBS，JP（1964年10月22日—），香港腸胃肝臟科專科醫生、曾任香港中文大學醫學院院長、副院長（臨床）及香港中文大學校董會委員。他自進入醫學院至畢業以來一直都與其老師兼研究拍檔沈祖堯合作，共同就多個腸胃課題進行研究。陳家亮於2010年接替沈氏出任香港中文大學消化疾病研究所總監一職。此外，他分別於1993年以及2007年在卡爾加里大學（以裘槎基金會優秀科研者身份）和香港中文大學擔任研究員。現時為香港中文大學卓敏內科及藥物治療系講座教授及中大醫學院腸道微生物群研究中心主任。

## 背景

### 早年生活
陳家亮於九龍牛頭角花園大廈畫眉樓長大（於中四時搬離），父親為的士司機，胞弟為執業大律師、消費者委員會副主席、法律保障事務小組主席兼競爭事務委員會委員陳家殷。陳家亮本來獲一所位於九龍塘的名校小學取錄，但因為要付校巴費用及高昂學費，最終選擇入讀聖若翰天主教小學，並於該校畢業。後來他升讀聖芳濟書院，只讀了一年中六便自修其餘預科內容且在香港高等程度會考中取得優異成績。繼而入讀香港中文大學醫學院，成為學院1988年第三屆內外全科的畢業生。他亦是崇基書院的院友。陳家亮於1988年在醫學院以一級榮譽畢業，而且獲「外科金牌」稱號。他畢業後到加拿大進行科研，到1997年加入香港中文大學醫學院工作，再在1998年完成香港中文大學研究院醫學博士課程。至2011年獲中大研究院頒授理學博士。

### 醫學成就
陳家亮在2004年至2011年出任香港中文大學醫學院助理院長（常務），2010年至2012年出任副院長（臨床）與消化疾病研究所所長；2013年1月1日暫任香港中文大學醫學院院長，為第一位以醫學院校友身份擔任此職位的醫生。此前他為卓敏內科及藥物治療系講座教授及腸胃肝臟科專科醫生。除此之外，還自2010年開始出任香港中文大學消化疾病研究所主任、香港中文大學醫學院副院長（臨床）與香港內科學會胃腸病與肝病專科學會主席。在校教授學生多年，陳家亮同時進行了不少臨床研究。其研究成果多次發表於世界著名醫學期刊《刺針》（《The Lancet》）以及《新英倫醫學雜誌》（《The New England Journal of Medicine》），並成為史上以第一作者身份於這兩份期刊內發表了八次論文的第一人。。自陳家亮從事醫學研究以來，其主要研究領域包括腸胃道出血、幽門螺旋菌及癌症預防等，共發表超過500份具影響力的醫學研究文獻。當中研究幽門螺旋菌令他於2009年成為 ExpertScape 全球首0.06%研究亞士匹靈幽門螺旋桿菌感染和消化性潰瘍的頂尖學者。
而陳家亮的研究成果現已被美國、歐洲及亞太區的醫學團體納為臨床指引，提供具方向性的指導，幫助醫護人員為病人制訂治療方案。另外，他的學術成就已在國際間獲廣泛認同，並獲得多項殊榮，其中包括在2005年得到美國腸胃醫學學院頒授「David Y. Graham Lecturer」的名銜、 2007-08年度裘槎優秀醫學科研者獎、2008年獲英國Andy Martynoga Memorial Lecturer、2011年亞太腸胃病學會JGHF Marshall and Warren Lecturer，及於2011年獲國家教育部頒發高等學校科學研究優秀成果獎。近年，陳家亮獲得第19屆泰國消化系學會Vikit Viranuvatti Lecturer、2016年度國家自然科學獎、第27屆新加坡Seah Cheng Siang Memorial Lecturer，以及於2018年成為泰國皇家醫學院榮譽院士。他亦有在中國、南韓、日本、德國、西班牙和美國的多所國家級及國際性機構擔任訪問教授。為表揚他對國際社會的貢獻，美國腸胃科醫學院在2018年向他頒發「國際領袖大獎」。獎項接受來自全球的美國腸胃科醫學院成員提名，並由學院的董事會獨立選出一名被認為擁有最高水平的得獎者。得獎者都是來自知名醫療機構或院校的專家。陳家亮是首位華人獲此殊榮。
2014年2月1日，陳家亮正式出任香港中文大學醫學院院長，更是首位以醫學院畢業生的身份擔任此職位的院長。他早年曾出任香港中文大學消化疾病研究所主任、香港中文大學醫學院副院長（臨床）與香港內科學會胃腸病與肝病專科學會主席，並於2000年以及2006年獲頒「校長模範教學獎」。其教學努力也令他連續5年獲學生選為「年度教師」。2019年，更獲大阪市立大學頒授名譽博士銜頭，為該校第13位得此殊榮的社會人士兼首位香港人得主。陳家亮於2024年2月1日卸任香港中文大學醫學院院長一職，由趙偉仁接任。卸任前擔任醫學院腸道微生物群研究中心主任。他現時為呂志和創新醫學研究所所長、內科及藥物治療學講座教授。
2024年2月，陳家亮正式卸任香港中文大學醫學院院長。2024年5月，陳獲選歐洲科學院外籍院士；同年7月，陳氏獲中國工程院頒授第十五屆「光華工程科技獎」，表揚他在醫學研究上的成就及貢獻。

### 社會服務
陳家亮歷任香港特別行政區政府多個委員會、法定機構及專業協會成員，當中包括：醫院管理局成員（2013年至2024年）、大腸癌篩查先導計劃專責小組非官方成員、食物及衞生局研究局成員、醫務衞生局私營醫療機構規管檢討督導委員會成員（2013年起）及香港特別行政區政府大學教育資助委員會研究資助局學科小組成員。
在2010年7月1日，香港特別行政區政府為表彰陳家亮在非典型肺炎爆發期間所作的貢獻，向他頒授太平紳士名銜。2019年7月再獲頒授銀紫荊星章。

## 專業資格
陳家亮的專業資格如下：
- 1995年：香港內科醫學院院士（腸胃及肝臟科）
- 1995年：香港醫學專科學院院士（內科）
- 1999年：愛爾蘭皇家內科醫學院榮授院士
- 2000年：英國愛丁堡皇家內科醫學院榮授院士
- 2003年：美國腸胃病學會榮授院士
- 2004年：英國倫敦皇家內科醫學院榮授院士

## 參與節目
- 2014年：守護生命的故事2（第13集，無綫電視）
- 2016年：至fit男女．醫心直說（有線電視）
- 2017年：大學Secrets（第18集，香港電視娛樂）
- 2021年：醫生與你（香港電台）
- 2022年：香港25個第一（第3集，無綫電視）
- 2022年：講清講楚（第793集，無綫電視）
- 2023年：身體最誠實（第4集，無綫電視）

## 宣傳短片
- 2015年：衞生署衞生防護中心「預防癌症，從生活做起！」

## 外部連結
- 陳家亮的Facebook專頁
- 陳家亮的Facebook專頁
- 香港中文大學醫學院 院長專欄 - 吾生有杏
- Professor Chan Ka Leung, Francis (陳家亮教授) ，Comtecmed（页面存档备份，存于）
- Professor Chan Ka Leung, Francis (陳家亮教授) ，CUHK Med 2018